# Cella Delavrancea

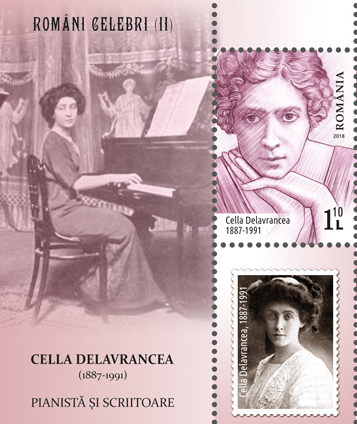
Cella Delavrancea na capa do livro 'Români Celebri II (Romenos Famosos: Parte II)'.

Cella Delavrancea (15 de dezembro de 1887 – 9 de agosto de 1991) foi uma pianista, escritora e professora de piano romena. Ela era a filha mais velha do escritor Barbu Ștefănescu Delavrancea e irmã da arquiteta Henrieta Delavrancea-Gibory. Ela foi casada com o diplomata Viorel Tilea durante a Primeira Guerra Mundial (divorciada), com Aristide Blank (divorciada), com Philippe Lahovary e foi uma das amigas íntimas da rainha Maria da Romênia. Ela também é conhecida por seu relacionamento romântico com Nae Ionescu, um lógico e político romeno.